# Międzynarodowa Komisja mieszana do dialogu teologicznego między Kościołem katolickim a Kościołem prawosławnym
Międzynarodowa Komisja mieszana do dialogu teologicznego między Kościołem katolickim a Kościołem prawosławnym – działająca od 1980 roku komisja teologiczna, składająca się z delegacji Kościoła katolickiego i 14 autokefalicznych Kościołów prawosławnych.
Kościół prawosławny reprezentowany jest przez:
- Patriarchat Ekumeniczny Konstantynopola
- Patriarchat Aleksandrii
- Patriarchat Antiochii
- Patriarchat Jerozolimy
- Patriarchat Moskiewski
- Serbski Kościół Prawosławny
- Rumuński Kościół Prawosławny
- Bułgarski Kościół Prawosławny
- Gruziński Kościół Prawosławny
- Cypryjski Kościół Prawosławny
- Grecki Kościół Prawosławny
- Polski Autokefaliczny Kościół Prawosławny
- Kościół Prawosławny Czech i Słowacji
- Albański Kościół Prawosławny

## Historia
Do końca lat 70. między Rzymem i Konstantynopolem trwał tzw. dialog miłości. To wówczas zainicjowano trwającą do dziś praktykę wzajemnych wizyt delegacji katolickiej w Stambule na uroczystość św. Andrzeja 30 listopada i prawosławnej w Rzymie na uroczystość świętych Piotra i Pawła 29 czerwca. W 1965 r. zniesiono ekskomuniki nałożone na siebie nawzajem przez Rzym i Konstantynopol w 1054 r.
Podczas wizyty Jana Pawła II w Stambule zdecydowano o powołaniu Międzynarodowej Komisji, złożonej z biskupów i teologów. Rozpoczęła ona działalność w 1980 r. Komisja przygotowała dokumenty: „Misterium Kościoła i Eucharystii w świetle misterium Trójcy Świętej” (1982), „Wiara, sakramenty i jedność Kościoła” (1987) oraz „Sakrament kapłaństwa w sakramentalnej strukturze Kościoła ze szczególnym uwzględnieniem znaczenia sukcesji apostolskiej dla uświęcenia i jedności Ludu Bożego” (1988).
W 1993 r. Komisja wypracowała Deklarację z Balamand, m.in. odrzucającą uniatyzm jako dzisiejszą metodę przywracania jedności Kościoła, a jednocześnie uznającą istnienie katolickich Kościołów wschodnich.
Dalsze rozmowy załamały się i wznowiono je dopiero po siedmiu latach. Ich pierwszym owocem był dokument „Eklezjologiczne i kanoniczne skutki sakramentalnej istoty Kościoła”, przyjęty przez Komisję w Rawennie w 2007 r.
W 2016 r. przyjęto dokument „Ku wspólnemu zrozumieniu synodalności i prymatu w służbie jedności Kościoła”, traktujący m.in. o roli prymatu biskupa Rzymu w komunii Kościoła w pierwszym tysiącleciu.
Sesje plenarne odbywają się na ogół co dwa lata, organizowane na przemian przez stronę katolicką i prawosławną, a w latach, gdy nie obradują komisje, nieraz spotykają się podkomisje dla omówienia np. pojawiających się trudności. Jedna z takich podkomisji obradowała w Opolu w czerwcu 1985 r.

## Sesje plenarne
1. Patmos, Rodos - 1980 - „Misterium Kościoła i Eucharystii w świetle tajemnicy Trójcy Świętej”
2. Monachium - 1982 - „Misterium Kościoła i Eucharystii w świetle tajemnicy Trójcy Świętej”
3. Kreta - 1984 - „Wiara, Sakramenty i jedność Kościoła”
4. Bari - 1987 - „Wiara, Sakramenty i jedność Kościoła”
5. Valamo 1988 - „Sakrament święceń w sakramentalnej strukturze Kościoła, ze szczególnym uwzględnieniem wagi sukcesji apostolskiej dla uświęcenia i jedności Ludu Bożego”
6. Freising - 1990 - „Uniatyzm”
7. Balamand - 1993 - „Uniatyzm jako metoda jedności w przeszłości i obecne dążenie do komunii”
8. Emmitsburg - 2000 - „Eklezjologiczne i kanoniczne skutki uniatyzmu”
9. Belgrad - 2006 - „Eklezjologiczne i kanoniczne skutki sakramentalnej istoty Kościoła", "Synodalność i autorytet w Kościele na trzech poziomach życia kościelnego: lokalnym, regionalnym i uniwersalnym”
10. Rawenna - 2007 - „Eklezjologiczne i kanoniczne konsekwencje sakramentalnej natury Kościoła. Wspólnota kościelna, synodalność i autorytet”
11. Pafos - 2009 - „Rola Biskupa Rzymu w komunii Kościoła w pierwszym millennium”
12. Wiedeń - 2010 - „Rola Biskupa Rzymu w komunii Kościoła w pierwszym millennium”
13. Amman - 2014 - „Ku wspólnemu zrozumieniu synodalności i prymatu w służbie jedności Kościoła”
14. Chieti - 2016 - „Ku wspólnemu zrozumieniu synodalności i prymatu w służbie jedności Kościoła”

## Dokumenty wypracowane przez Komisję
- „Misterium Kościoła i Eucharystii w świetle tajemnicy Trójcy Świętej”
- „Wiara, Sakramenty i jedność Kościoła”
- „Sakrament święceń w sakramentalnej strukturze Kościoła, ze szczególnym uwzględnieniem wagi sukcesji apostolskiej dla uświęcenia i jedności Ludu Bożego”
- „Uniatyzm jako metoda jedności w przeszłości i obecne dążenie do komunii”
- Deklaracja z Rawenny - „Eklezjologiczne i kanoniczne konsekwencje sakramentalnej natury Kościoła. Wspólnota kościelna, synodalność i autorytet”
- „Ku wspólnemu zrozumieniu synodalności i prymatu w służbie jedności Kościoła”